# Labbé Point
Labbé Point är en udde i Antarktis. Den ligger i Sydshetlandsöarna. Argentina, Chile och Storbritannien gör anspråk på området.
Terrängen inåt land är kuperad söderut, men norrut är den platt. Havet är nära Labbé Point norrut. Trakten är glest befolkad. Närmaste befolkade plats är Maldonado Station, 5,4 kilometer norr om Labbé Point. 